# American Football Conference

Il logo dell'AFC

L'American Football Conference (o AFC) è una delle due categorie o "conference" (l'altra è la National Football Conference) che costituiscono la National Football League, lega di football americano degli Stati Uniti d'America.
La AFC fu costituita prima della stagione del 1970 con le squadre provenienti dall'American Football League quando quest'ultima si fuse con la NFL. L'accordo della fusione prevedeva che le due nuove conference avrebbero compreso lo stesso numero di squadre al loro interno, perciò 3 squadre provenienti dalla NFL, i Baltimore Colts, i Cleveland Browns ed i Pittsburgh Steelers, furono obbligate ad entrare nella nuova AFC. Il trasferimento all'inizio fu duramente contestato dai tifosi di queste città.
Dopo la riorganizzazione della NFL del 2002, l'AFC è costituita da 16 squadre, suddivise in 4 division: AFC North, AFC East, AFC South e AFC West, ognuna di 4 squadre. Durante la regular season, ogni squadra gioca due volte con le altre tre squadre della stessa division (a casa e in trasferta) ossia sei partite; inoltre gioca altre 10 partite con altrettante squadre scelte dalla NFL nel mese di maggio. Due di questi avversari sono decisi sulla base dei risultati della stagione precedente. Le altre 8 gare si disputano con le squadre componenti altre due division della NFL; questo abbinamento tra le diverse division cambia ogni anno.
Alla fine di ogni regular season hanno luogo i play-off tra le sette migliori squadre della AFC:
1. le quattro prime classificate di ogni division;
2. tre "wildcards", ossia le migliori tre squadre classificate nella conference, tra quelle non vincitrici di division.

Al termine dei playoff ha luogo la finale di conference, detta AFC Championship Game. Il vincitore di questo incontro è il Campione dell'AFC, riceve il "Lamar Hunt Trophy" ed incontra il Campione della NFC nel Super Bowl.

## Composizione attuale della AFC
| AFC North           | AFC East             | AFC South            | AFC West             |
| ------------------- | -------------------- | -------------------- | -------------------- |
| Baltimore Ravens    | Buffalo Bills        | Houston Texans       | Denver Broncos       |
| Cincinnati Bengals  | Miami Dolphins       | Indianapolis Colts   | Kansas City Chiefs   |
| Cleveland Browns    | New England Patriots | Jacksonville Jaguars | Las Vegas Raiders    |
| Pittsburgh Steelers | New York Jets        | Tennessee Titans     | Los Angeles Chargers |